# Kavelj 22 (logika)
Kavelj 22 (angleško catch-22) je paradoksalna situacija, iz katere se posameznik ne more rešiti zaradi nasprotujočih si pravil ali omejitev. Izraz je skoval Joseph Heller, ki ga je leta 1961 uporabil v svojem romanu Kavelj 22 (Catch-22).
Kavelj 22 je pogosto posledica pravil, predpisov ali postopkov, ki jim posameznik podleže, vendar nima nadzora nad njimi, ker boriti se proti pravilu pomeni, da pravilo sprejmemo. Drug primer je situacija, ko nekdo potrebuje nekaj, kar lahko dobi le, če tega ne potrebuje (npr. edini način, da izpolnjuješ pogoje za posojilo, je, da banki dokažeš, da posojila ne potrebuješ). Ena konotacija izraza je, da so ustvarjalci situacije »kavelj 22« ustvarili samovoljna pravila, da bi upravičili in prikrili lastno zlorabo moči.

## Izvor in pomen
Joseph Heller je izraz skoval v svojem romanu Kavelj 22 iz leta 1961, ki opisuje absurdne birokratske omejitve za vojake v drugi svetovni vojni. Izraz je uvedel lik Doc Daneeka, vojaški zdravnik, ki se sklicuje na »Kavelj 22«, da bi pojasnil, zakaj vsak pilot, ki zahteva duševno oceno za norost – v upanju, da bodo ugotovili, da ni dovolj pri pameti, da bi lahko letel in se tako izognil nevarnim misijam – s predložitvijo prošnje dokazuje svojo zdravo pamet in ga zato ni mogoče razglasiti za norega. Ta besedna zveza pomeni tudi dilemo ali težko okoliščino, iz katere ni izhoda zaradi medsebojno nasprotujočih si ali odvisnih razmer.
»Torej meniš, da je tu finta?"
»Zagotovo je tu finta,« je odgovoril Doc Daneeka. »Kavelj 22. Kdor se želi izogniti bojni dolžnosti, ni zares nor.«

Bila je samo ena finta, in to je bil Kavelj 22, ki je določal, da je skrb za lastno varnost ob resničnih in neposrednih nevarnostih stvar zdravega uma. Orr je bil nor in bi ga lahko prizemljili. Vse, kar bi moral storiti, bi bilo, da za to zaprosi; toda takoj, ko bi to storil, ne bi bil več nor in bi moral leteti na misijah. Orr bi bil nor, če bi letel na novih misijah, in zdrav, če ne bi, toda če bi bil zdrav, bi moral leteti na njih. Če je letel na njih, je bil nor in mu ne bi bilo treba, če pa ne bi hotel, bi bil zdrav in bi moral. Yossariana je absolutna preprostost takega sklepanja iz Kavlja 22 močno pretresla in je spoštljivo zapiskal.
V romanu se pojavljajo različne opredelitve »Kavlja 22«. Izraz se uporablja za različne pomanjkljivosti in nenavadnosti vojaškega sistema, vedno z mislijo, da so pravila nedostopna in usmerjena proti tistim, ki so nižje v hierarhiji. V 6. poglavju je Yossarianu (glavnemu junaku) rečeno, da kavelj 22 od njega zahteva, da naredi vse, kar mu naroči njegov poveljnik, ne glede na to, ali so ti ukazi v nasprotju z ukazi častnikovih nadrejenih.
V zadnji epizodi Yossarianu opiše Kavelj 22 stara ženska, ki pripoveduje o nasilnem dejanju vojakov: 
»Kavelj 22 pravi, da imajo pravico storiti vse, česar jim ne moremo preprečiti.«
»O čem za vraga govoriš,« je osuplo in besno zavpil Yossarian. »Kako si vedela, da gre za Kavelj 22? Kdo ti je povedal, da je to Kavelj 22?«
»Vojaki s trdimi belimi klobuki in palicami. Dekleta so jokala: ›Ali smo kaj storile narobe,‹ so govorile. Moški so dejali, da ne, in jih s konicami palic odrinili skozi vrata. ›Zakaj nas potem naganjate ven,‹ so vprašala dekleta. ›Kavelj 22,‹ so odgovorili moški. Kar naprej so ponavljali ›Kavelj 22, Kavelj 22.‹ Kaj to pomeni, Kavelj 22? Kaj je Kavelj 22?«
›Ali vam ga niso pokazali,‹ je vprašal Yossarian, pri tem pa je je zno in zaskrbljeno topotal po tleh. ›Ali jim ga niso niti dali prebrati‹?
›Kavlja 22 nam niso dolžni pokazati,‹ je odgovorila stara ženska. ›Zakon pravi, da jim ni treba.‹
›Kateri zakon pravi, da jim ni treba?‹

›Kavelj 22.‹
Po besedah profesorja književnosti Iana Gregsona pripoved starke »Kavelj 22« bolj neposredno opredeljuje kot »brutalno delovanje moči«, pri čemer odpravlja »lažno prefinjenost« prejšnjih scenarijev.

### Druge pojavitve v romanu
Poleg sklicevanja na nerešljivo logično dilemo se Kavelj 22 uporablja za razlago ali utemeljitev vojaške birokracije. V prvem poglavju na primer od Yossariana zahteva, da se podpiše na pisma, ki jih cenzurira, ko je priklenjen na bolniško posteljo. Neka klavzula, omenjena v 10. poglavju, zapira luknjo pri napredovanju, ki jo je neki vojak izkoriščal, da bi po kakršnem koli napredovanju znova dosegel privlačen čim vojaka prvega razreda. Zaradi dezerterstva bi mu vojaško sodišče znižalo čin nazaj na vojaka, vendar je kavelj 22 omejil, kolikokrat se je to lahko zgodilo, preden so ga poslali v zapor.
Na drugem mestu v knjigi prostitutka razloži Yossarianu, da se ne more poročiti z njim, ker je nor, ona pa se ne bo nikoli poročila z norcem. Za norega ima vsakega moškega, ki bi se poročil z žensko, ki ni devica. Ta zaprta logična zanka je jasno ponazarjala Kavelj 22, ker so po njeni logiki vsi moški, ki se nočejo poročiti z njo, zdravi in bi zato razmislilia o poroki; toda takoj, ko moški privoli v poroko z njo, postane nor, ker se želi poročiti z osebo, ki ni devica, in je takoj zavrnjen.
V nekem trenutku skuša kapitan Black prisiliti Mila, da majorju Majorju odvzame hrano, ker ni podpisal prisege zvestobe, ki je major Major sploh ni imel priložnosti podpisati. Kapitan Black vpraša Mila: »Saj nisi proti Kavlju 22, kajne?«
V 40. poglavju Kavelj 22 prisili polkovnika Korna in Cathcarta, da povišata Yossariana v majorja in ga prizemljita, namesto da bi ga preprosto poslala domov. Bojijo se, da bodo drugi zavrnili letenje, če ne bodo, tako kot je to storil Yossarian.

### Pomen števila 22
Heller je prvotno želel besedno zvezo (in s tem tudi knjigo) poimenovati z drugimi številkami, vendar se je skupaj z založniki na koncu odločili za 22. Število nima posebnega pomena; izbrano je bilo bolj ali manj zaradi blagoglasja. Naslov je bil prvotno Catch-18, vendar ga je Heller spremenil, potem ko je bila kmalu pred tem objavljena priljubljena Mila 18. 

## Uporaba
Izraz »kavelj 22« je v angleščini prešel v splošno rabo. V intervjuju leta 1975 je Heller dejal, da izraza ne bi mogli dobro prevesti v druge jezike.

James E. Combs in Dan D. Nimmo menita, da je ideja o kavlju 22« postala priljubljena, ker je toliko ljudi v sodobni družbi izpostavljenih frustrirajoči birokratski logiki. Zapisala sta:
Vsi, ki imajo opravka z organizacijami, torej razumejo birokratsko logiko kavlja 22. V srednji šoli ali na fakulteti, na primer, lahko študentje sodelujejo v študentski vladi, obliki samouprave in demokracije, ki jim omogoča, da se odločijo, kar hočejo, le če to odobri ravnatelj ali študentski dekan. Ta lažna demokracija, ki jo je mogoče preseči s samovoljno odločitvijo, je morda prvo srečanje državljana z organizacijami, ki morda izpovedujejo »odprte« in libertarne vrednote, v resnici pa so zaprti in hierarhični sistemi. Kavelj 22 je organizacijska predpostavka, nenapisan zakon neformalne moči, ki organizacijo izvzema iz dolžnosti in odgovornosti, posameznika pa postavlja v absorden položaj, ko je izvzet zaradi priročnosti ali neznanih namenov organizacije.
Skupaj z »dvomišljenjem« Georgea Orwella je »kavelj 22« postal eden najbolj prepoznavnih načinov za opis stiske ujetosti v protislovna pravila.

Kot kavelj 22 so poimenovali tudi pomembno vrsto opredelitve alternativne medicine. V uvodniku iz leta 1998, katerega soavtorica je bila Marcia Angell, nekdanja urednica New England Journal of Medicine, je zapisano naslednje:
Čas je, da znanstvena skupnost preneha dajati alternativni medicini prosto pot. Ne moreta obstajati dve vrsti medicine – klasična in alternativna. Obstaja le zdravilo, ki je ustrezno preizkušeno, in zdravilo, ki ni, zdravilo, ki deluje, in zdravilo, ki lahko deluje ali pa tudi ne. Ko je zdravljenje natančno preizkušeno, ni več pomembno, ali je bilo na začetku obravnavano kot alternativno. Če se ugotovi, da je razumno varno in učinkovito, bo sprejeto. Toda trditve, špekulacije in pričevanja ne nadomestijo dokazov. Alternativno zdravljenje bi moralo biti podvrženo znanstvenemu testiranju, ki ni manj strogo od tistega, ki se zahteva za konvencionalno zdravljenje. 
To definicijo je Robert L. Park opisal kot logični kavelj 22, ki zagotavlja, da nobena metoda komplementarne in alternativne medicine (KAM), ki dokazano deluje, »ni več KAM, ampak preprosto zdravilo.«

## Logika
Arhetipski kavelj 22, kot ga je formuliral Joseph Heller, vključuje primer Johna Yossariana, pilota bombnika letalskih sil ameriške vojske, ki želi prenehati z bojnimi poleti. To se bo zgodilo le, če ga oceni letalski kirurg eskadrilje in ugotovi, da je »nesposoben za letenje«. »Nesposoben« bi bil vsak pilot, ki bi bil pripravljen leteti na tako nevarnih misijah, saj bi moral biti nor, da bi se prostovoljno prijavil za morebitno smrt. Vendar mora za pregled zaprositi, kar pa je dejanje, ki velja za zadosten dokaz za razglasitev za prištevnega. Ti pogoji onemogočajo razglasitev za »nesposobnega«.
»Kavelj 22« je, da »kdor želi uiti z bojne dolžnosti, ni res nor«.  Zato so piloti, ki zahtevajo oceno duševne sposobnosti, zdravi in morajo leteti v boj. Če pa pilot ocene ne zahteva, je ne bo nikoli prejel in zato nikoli ne more biti razglašen za norega, kar prav tako pomeni, da mora leteti v boj.
Kavelj 22 zato zagotavlja, da se noben pilot nikoli ne more izogniti dolžnosti bojnega letenja zaradi norosti, tudi če je res nor.

Logična formulacija te situacije je:
| 1. | {\displaystyle (E\rightarrow (I\land R))} |
| Da bi bila oseba oproščena letenja (E) zaradi norosti, mora biti nora (I) in mora zaprositi za oceno (R).                 | (predpostavka)                            |
| 2. | {\displaystyle (I\rightarrow \neg R)}     |
| Nora oseba (I) ne zahteva pregleda (¬R), ker se ne zaveda, da je nora.                                                    | (predpostavka)                            |
| 3. | {\displaystyle (\neg I\lor \neg R)}       |
| Oseba bodisi ni nora (¬I) bodisi ne zahteva pregleda (¬R).                                                                | (2. in bistvena posledica)                |
| 4. | {\displaystyle (\neg (I\land R))}         |
| Nobena oseba ne more biti hkrati nora (I) in zahtevati pregleda (R).                                                      | (3. ter De Morganova zakona)              |
| 5. | {\displaystyle (\neg E)}                  |
| Zato nobena oseba ne more biti oproščena letenja (¬E), saj nobena oseba ne more biti hkrati nora in zaprositi za pregled. | (4., 1. ter modus tollens)                |

Filozof Laurence Goldstein trdi, da »letalčeva dilema« logično niti ni stanje, ki bi bilo resnično pod nobenim pogojem; je "prazen dvopogojnik", ki je na koncu brez pomena. Goldstein piše: 
Kavelj je naslednje: Kar je videti kot izjava o pogojih, pod katerimi se letalca lahko oprosti letenja na nevarnih misijah, ni mogoče reducirati na trditev
(i) »Letalec je lahko oproščen letenja na nevarnih misijah, če in samo če Kont« (pri čemer »Kont« pomeni kontradikcijo)
(kar bi lahko bil zloben način prikrivanja neprijetne resnice), temveč se lahko reducira zgolj na ničvredno prazno trditev. 
(ii) »Letalec je lahko oproščen letenja na nevarnih misijah, če in samo če ni res, da je letalec lahko oproščen letenja na nevarnih misijah.«
 
Če bi bil kavelj (i), to ne bi bilo tako slabo – letalec bi lahko vsaj ugotovil, da se pod nobenim pogojem ne more izogniti bojni dolžnosti. Vendar je Kavelj-22 še slabši – gre za kopico besed, ki ne pomenijo ničesar; je brez vsebine, ne posreduje nobene informacije.